# Zănoaga, Olt
Zănoaga este un sat în comuna Dăneasa din județul Olt, Muntenia, România. Sunt de fapt două: Zănoaga Mică și Zănoaga Mare, se învecinează cu Sprâncenata și Dăneasa.
 Acest articol despre o localitate din județul Olt este deocamdată un ciot. Puteți ajuta Wikipedia prin completarea lui.

Sat de o frumusețe rară cu păduri verzi de foioase, străbătut de râul Cungrea și cu celebrul copac,Tecul de la Ionicesti.